# Cicinnus chabaudi
Cicinnus chabaudi is een vlinder uit de familie van de Mimallonidae. De wetenschappelijke naam van de soort is voor het eerst geldig gepubliceerd in 1914 door Dyar.